# 山本伸樹
山本 伸樹（やまもと のぶき）は、福島県いわき市田人町在住の現代美術家。電話ボックスの内部に生きた金魚を泳がせた作品「メッセージ」などで知られる。

## 略歴 個展等
- 1956年 福島県いわき市泉町生[1]
- 1984年 東京芸術大学大学院卒
  - ギャラリー21、ギャラリーK、真木画廊、SPCギャラリー、いわき市立美術館「大谷地下美術展」「現場89～90展」「檜枝岐パフォーマンスフェスティバル」
- 1988年 「大谷地下美術展」
- 1989年 「現場89～90展」等野外美術展
  - 「檜枝岐パフォーマンスフェスティバル」
- 2004年 トルコAKBANKカルチャーセンター、イランテヘラン現代美術館
- 2010年 フライミュージアムベルリン「TO BE東京＋ベルリンコミュニケーション展」「会津漆の芸術祭」「福島ビエンナーレ」
- 2011年 HIGURE17-15-CAS、千年画廊